# Ахмад Навир
Ахмад Навир (30. јун 1912 – 1. април 1995) био је индонежански лекар  и фудбалер. Навир је играо за ХБС Соерабају и репрезентацију Холандске Источне Индије (Индонезија).

## Каријера
Навир је познат по томе што је био капитен репрезентације Холандске источне Индије (претходнице репрезентације Индонезије ) када је поражена од Мађарске на Светском првенству у фудбалу 1938. године резултатом 6 : 0. Занимљиво је да је други капитен, Ђерђ Шароши, имао докторску диплому, исто као и Навир. Навир је носио своје студијске наочаре током меча. Холандске Источне Индије су се аутоматски квалификовале за турнир након што се њихови првобитни противници, Јапан, повукао из квалификационе рунде. Он је један од ретких играча који је носио корективна сочива на Светском првенству.  Навир и већина његових саиграча играли су само у две међународне утакмице, једној против Мађарске на Светском првенству и другој против Холандије, изгубивши са 9 : 2 у пријатељској утакмици одмах након Светског првенства. То је била последња међународна утакмица за Холандске Источне Индије, које су постале независна држава Индонезија 1945. године.